# Ativador do plasminogênio
Um ativador de plasminogênio é uma serina protease que converte o plasminogênio em plasmina, promovendo assim a fibrinólise.